# Geoorde wilgtakbladwesp
De geoorde wilgtakbladwesp (Euura auritae) is een vliesvleugelig insect uit de familie van de bladwespen (Tenthredinidae). De wetenschappelijke naam van de soort werd voor het eerst geldig gepubliceerd in 2000 door Jens-Peter Kopelke.